# Marta Sánchez (jugadora de voleibol)
Marta Sánchez Salfrán (17 de mayo de 1973) es una exjugadora de voleibol cubana. Participó en 2 Juegos Olímpicos,  consiguiendo un oro y un bronce.